# Fundació Stämpfli
La Fundació Stämpfli és un nou museu inaugurat el 30 de gener de 2011 a l'antic Mercat del Peix i l'edifici adjunt, de Can Mec, a Sitges, a la comarca del Garraf. Es tracta d'una iniciativa privada integrada dins del Consorci de Patrimoni de Sitges, que té cura dels serveis d'atenció al públic i mediació cultural. La inauguració va tenir lloc el maig de 2011.
Part de la col·lecció permanent ja es va poder veure a Sitges en una exposició de presentació amb el títol La prefiguració de la col·lecció de la Fundació Stämpfli, que va tenir lloc a l'Edifici Miramar entre el de març 20 de març i el 23 de maig de 2010.

## Història
El museu és una iniciativa de la fundació Stämpfli impulsada amb el suport de l'Ajuntament de Sitges i la Generalitat de Catalunya.
Peter Stämpfli (Deisswil, Suïssa, 1937) va venir el 1961 a Catalunya, casat amb una catalana. Es va establir a Sitges el 1970 i el 2011 va inaugurar un museu amb unes 80 obres d'art cedides per artistes contemporanis d'arreu del món.
El discurs del museu ha sigut elaborat per un Consell Assessor de la Fundació, integrat per Serge Lemoine, exdirector del Museu d'Orsay; Henry-Claude Cousseau, director de l'École Nationale Supérieure des Beaux Arts de París; Pascale Le Thorel; el crític d'art Daniel Giralt-Miracle, director del MACBA entre 1988 i 1994, i Lluís Jou.

## L'edifici

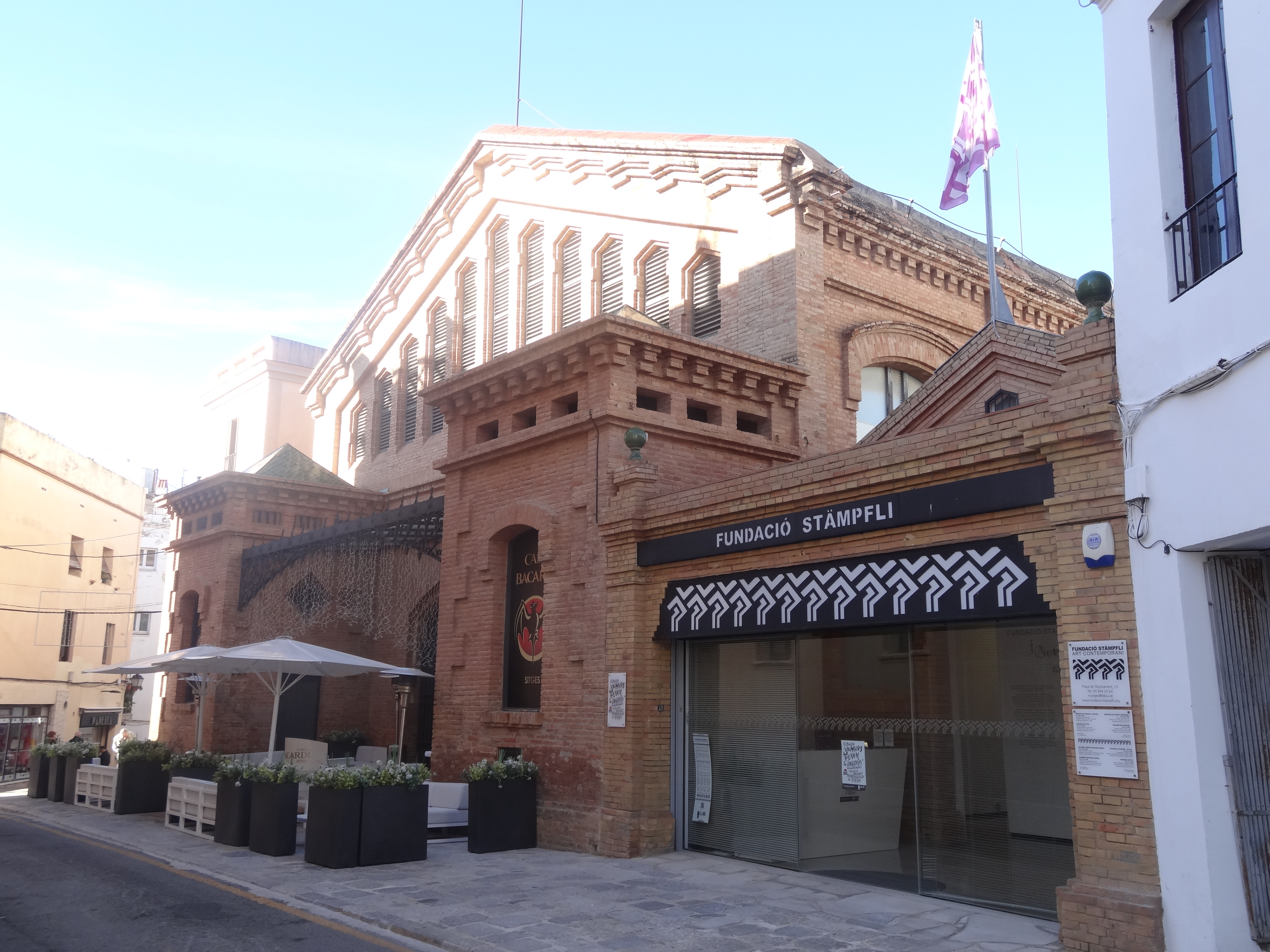
Entrada al museu, a l'antic Mercat del Peix

El museu ocupa dos edificis. L'entrada principal es farà des de la plaça de l'Ajuntament, accedint a l'antic Mercat del Peix, edifici construït el 1935 que també servir durant uns anys com a seu de la policia local. L'altre edifici és l'actual seu del Grup d'Estudis Sitgetans, coneguda com a Can Mec, que es troba annex al primer, però que s'accedeix per carrer d'en Bosc número 9, molt a prop del Palau de Maricel. Es preveu una futura ampliació de l'edifici per arribar a ocupar uns 1.000 metres quadrats.

## La col·lecció
Es tracta bàsicament d'una col·lecció d'art contemporani centrada en la segona meitat del segle xx, constituïda per Peter i Anna Maria Stämpfli, que han donat la seva col·lecció privada a la fundació que porta el seu nom. El pintor suís fou nomenat fill adoptiu de Sitges el 2004. El gruix de la col·lecció el formen 92 obres de més de 50 artistes contemporanis de nacionalitats diverses. Moltes de les obres han sigut donades pels mateixos artistes, a títol individual, al matrimoni, per tal de poder crear el museu.

### Artistes presents
François Arnal, Eduardo Arroyo, Gianni Bertini, Pierrette Bloch, Mark Brusse, Pierre Buraglio, Pol Bury, Tom Carr, Philippe Cazal, Miguel Chevalier, Robert Combas, Carlos Cruz-Diez, Henri Cueco, Marco Del Re, Gérard Deschamps, Marc Desgrandchamps, Daniel Dezeuze, Richard Di Rosa, François Dufrêne, Erró, Gérard Fromanger, Daniel Humair, Christian Jaccard, Claire-Jeanne Jézéquel, Konrad Klapheck, Peter Klasen, Peter Knapp, Piotr Kowalski, Jean Le Gac, Jean-Jacques Lebel, Jean-Michel Meurice, Bernard Moninot, Jacques Monory, Olivier Mosset, Jean-Luc Parant Pavlos, Bernard Rancillac, Jean-Pierre Raynaud, Antonio Recalcati, Guy de Rougemont, Jean-Michel Sanejouand, Sato Satoru, Antonio Segui, Peter Stämpfli, Antoni Taulé, Pierre Tilman, Niele Toroni, Kim Tschang-Yeul, Vladimir Velickovic, Claude Viallat, Jacques Villeglé, Jan Voss, Michael Warren, Joel-Peter Witkin i A-Sun Wu.